# Aprostocetus saltensis
Aprostocetus saltensis är en stekelart som beskrevs av Girault 1915. Aprostocetus saltensis ingår i släktet Aprostocetus och familjen finglanssteklar. Inga underarter finns listade i Catalogue of Life.